# José Sevenants
José Sevenants (Bruxelles, 25 agosto 1868 – Bruxelles, 10 dicembre 1946) è stato un pianista e compositore belga.

## Biografia
Formatosi al Conservatorio di Bruxelles con Arthur De Greef per il pianoforte, Joseph Jongen per l'armonia e Hubert-Ferdinand Kufferath per il contrappunto, José Sevenants ottiene un primo premio di pianoforte nel 1891 . Dopo gli studi, intraprende la carriera di concertista e dal 1924 al 1933 è titolare al Conservatorio della cattedra di pianoforte che era stata di Charles Scharrès.
Come compositore, le sue opere si iscrivono nel movimento impressionista e sono in particolare ispirate da compositori come Ravel o Debussy. Fra queste, si possono citare Le jardin enchanté, Humoresque e Pan et les Nymphes. La maggior parte delle sue opere è stata pubblicata dalla casa editrice brussellese L'Art Belge e dal suo successore Bosworth.
Interessato anche alla pedagogia musicale, Sevenants pubblica con lo stesso editore l'opera Le mécanisme pianistique contemporain.
José Sevenants è il padre di Fernand Sevenants e nonno di Marc Danval, che avranno entrambi un posto di rilievo nella vita musicale belga .